# Roger H. Davidson
Roger Harry Davidson (* 31. Juli 1936 in Washington, D.C.; † 14. April 2021) war ein US-amerikanischer Politikwissenschaftler und Hochschullehrer.

## Leben und Wirken
Nach seinem Schulbesuch in Fort Collins (Colorado) studierte Roger H. Davidson Politikwissenschaft  an der University of Colorado und promovierte dann zum Ph.D. an der Columbia University. Von 1962 bis 1968 war er als wissenschaftlicher Assistent am Dartmouth College tätig. Von 1968 bis 1994 lehrte er an der University of California, Santa Barbara, seit 1971 als ordentlicher Professor. Außerdem hatte er von 1987 bis zum Eintritt in den Ruhestand 1999 eine Professur für Politikwissenschaft an der University of Maryland inne. Hinzu kamen Gastprofessuren an der Johns Hopkins University, Georgetown University, American University und der George Washington University. Im Jahre 2002 hatte er eine Professur an der Universität Debrecen in Ungarn. Als Gastreferent bereiste er wissenschaftliche Einrichtungen auf allen Kontinenten. Von 1980 bis 1988 wirkte Davidson außerdem als Berater beim Congressional Research Service in Washington, D.C. Er war Mitglied der National Academy of Public Administration.
Durch seine Veröffentlichungen war Davidson vor allem ein Experte über den Kongress der Vereinigten Staaten. Insbesondere das von ihm mitverfasste Buch "Congress and its members" erzielte eine hohe Auflagenzahl.

## Veröffentlichungen (Auswahl)
- (mit David M. Kovenock u. Michael K. O’Leary): Congress in crisis. Politics and congressional reform. Wadsworth Publ., Belmont, Calif. 1966.
- (mit John F. Bibby): On Capitol Hill. Studies in the legislative process. Holt, Rinehart and Winston, New York 1967.
- Congress and the executive. The race for representation. In: Alfred de Grazia (Hrsg.): Congress, the first branch of government. Anchor Books, Doubleday, Garden City, NY 1967, S. 365–402.
- The role of the congressman. Pegasus, New York 1969.
- Congress in the American political system. In: Allan Kornberg (Hrsg.): Legislatures in developmental perspective. Duke University Press, Durham, North Carolina 1970, S. 129–178.
- The politics of comprehensive manpower legislation. Johns Hopkins University Press, Baltimore 1972, ISBN 0-8018-1471-5.
- Political making in the manpower subgovernment. In: Michael P. Smith (Hrsg.): Politics in America. Studies in policy analysis. Random House, New York 1974, S. 82–106, ISBN 0-394-31627-4.
- Representation and congressional committees. In: Norman J. Ornstein (Hrsg.): Changing Congress. The committee system (= The Annals of the American Academy of Political and Social Science, Bd. 411). American Academy of Political and Social Science, Philadelphia 1974, S. 48–62, ISBN 0-87761-172-6.
- Congressional committees. The thoghest customers. In: Policy analysis, Bd. 2 (1976), S. 299–323.
- (mit Walter J. Oleszek): Congress against itself. Indiana University Press, Bloomington 1977.
- (mit Walter J. Oleszek u. a.): Congress and its members. Congressional Quarterly Press, Washington, D.C. 1981, ISBN 0-87187-202-1 (16. Aufl. Sage, Los Angeles u. a. 2018, ISBN 978-1-5063-6973-0.
- Subcommittee government. New channels for policy making. In: Thomas E. Mann (Hrsg.): The new Congress (= AEI studies, Bd. 305). American Enterprise Institute for Public Policy Research, Washington, D.C. 1981, S. 99–133, ISBN 0-8447-3415-2.
- The two Congresses and how they are changing. In: Norman J. Ornstein (Hrsg.): The role of the legislature in Western democracies. American Enterprise Institute for Public Policy Research, Washington, D.C. 1981, S. 3–19, ISBN 0-8447-2214-6.
- The congressional budget. How much change? how much reform? In: W. Thomas Wander (Hrsg.): Congressional budgeting. Johns Hopkins University Press, Baltimore 1984, S. 153–169, ISBN 0-8018-2396-X.
- (mit Walter J. Oleszek): Governing. Readings and cases in American politics. Congressional Quarterly, Washington, D.C. 1987, ISBN 0-87187-427-X.
- (Hrsg.): Congress and the presidency - invitation to struggle (= The Annals of the American Academy of Political and Social Science, Bd. 499). Sage, Newbury Park, Calif. 1988, ISBN 0-8039-3106-9.
- The new centralisation on Capitol Hill. In: The Review of politics, Bd. 50 (1988), S. 345–364.
- Der US-Kongress "bei der Arbeit". Zum Wandel von Gesetzesvolumen und Geschäftsordnung. In: Zeitschrift für Parlamentsfragen, Bd. 19 (1988), S. 249–287.
- Der Kongress als repräsentative Institution. In: Uwe Thaysen (Hrsg.): The US Congress and the German Bundestag. Comparisons of democratic processes. Westview Press, Boulder, Colo. 1990, S. 49–72, ISBN 0-8133-7346-8.
- (Hrsg.): The postreform congress. St. Martin's Press, New York 1992, ISBN 0-312-06521-3.
- (mit Lawrence D. Longhley): Parliamentary committees. Changing perspectives on changing institutions. In: The journal of legislative studies, Bd. 4 (1998), S. 1–20.
- (mit Colton C. Campbell): US congressional committees. Changing legislative workshops. In: Ebd., S. 124–142.
- (Mithrsg.): Masters of the House. Congressional leadership over two centuries. Westview Press, Boulder, Colo. 1998, ISBN 0-8133-6894-4.